# Kleinfrüchtige Moosbeere

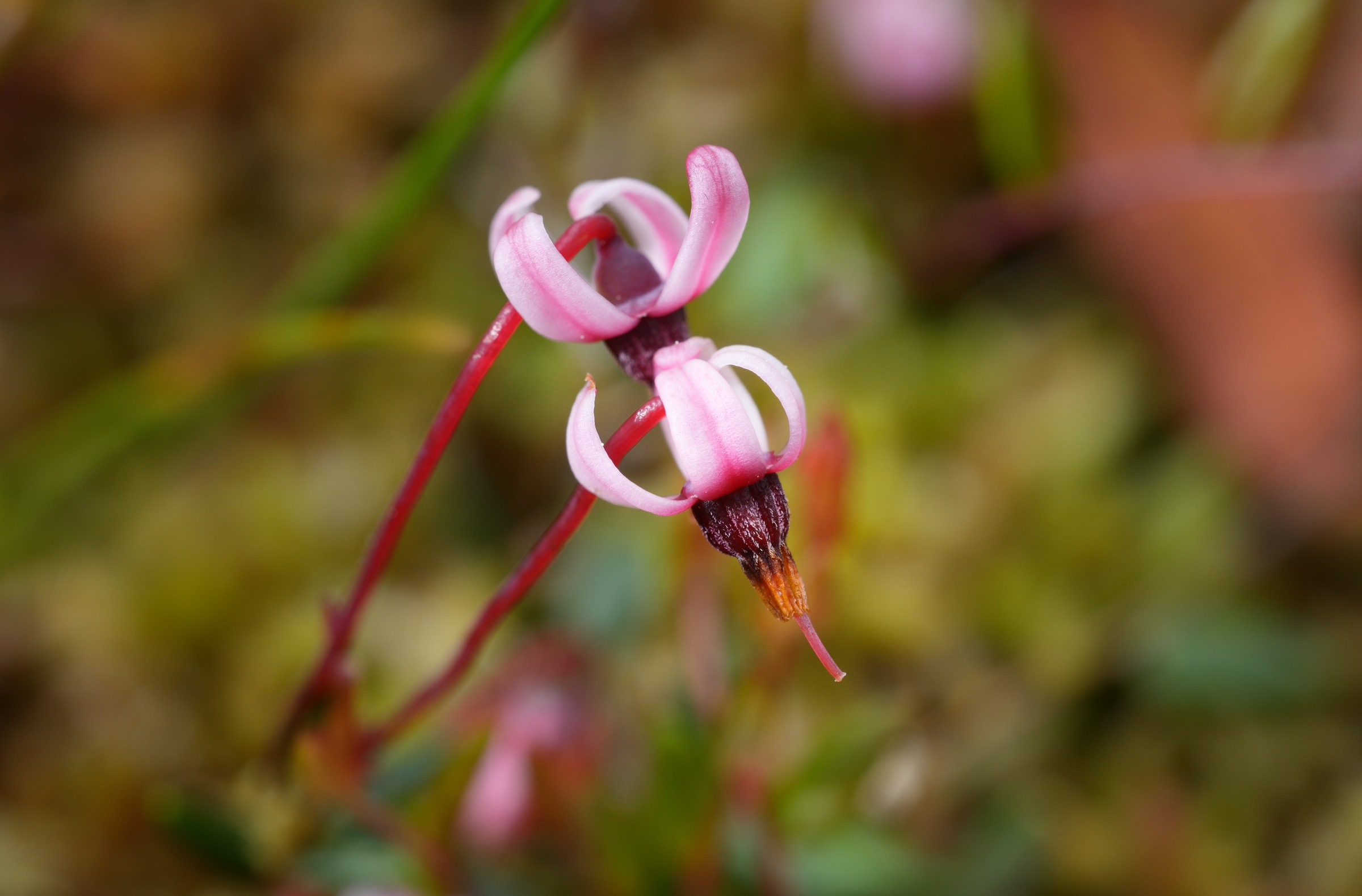
Blüten

Die Kleinfrüchtige Moosbeere (Vaccinium microcarpum, Syn.: Oxycoccus microcarpus) ist eine Pflanzenart aus Gattung der Heidelbeeren (Vaccinium) in der Familie der Heidekrautgewächse (Ericaceae). Zum Unterschied zur nahe verwandten Gewöhnlichen Moosbeere (Vaccinium oxycoccos) besitzt sie nicht nur kleinere Früchte, sondern auch kürzer gewachsene Stämme, kleinere Blätter sowie weniger behaarte, fast kahle Blütenstiele, mit weniger Blüten.

## Beschreibung

### Vegetative Merkmale
Die Kleinfrüchtige Moosbeere wächst als mehrjähriger, immergrüner Zwergstrauch, der Wuchshöhen von meist etwa 5 Zentimeter erreicht. Seine schlaffen und fein geaderten Triebe erreichen Längen von 10 bis 30 Zentimeter. Die Rinde ist spärlich mit feinen Haaren besetzt.
Die wechselständig an den Zweigen angeordneten Laubblätter sind in einen Blattstiel und eine -spreite gegliedert. Der Blattstiel ist kurz. Die einfache, ledrige, ganzrandige Blattspreite ist bei einer Länge von 0,2 bis 0,6 Zentimeter und einer Breite von 0,1 und 0,25 Zentimeter dreieckig-eiförmig geformt, wobei sich die breiteste Stelle der Spreite kurz vor der Spreitenbasis befindet. Die Oberseite der Blattspreite ist glänzend dunkelgrün gefärbt, während die Unterseite heller gefärbt und glauk ist. Die Spreitenspitze ist spitz und der Rand ist umgerollt.

### Generative Merkmale
Die Blütezeit reicht von Mai bis Juli. Die meist endständigen, traubigen Blütenstände enthalten meist eine, seltener auch zwei gestielte Einzelblüten. Die langen Blütenstiele sind aufrecht und meist unbehaart.
Die nickenden, zwittrigen Blüten sind radiärsymmetrisch und vier- oder fünfzählig mit doppelter Blütenhülle (Perianth). Die vier kahlen Kelchblätter sind nur an ihrer Basis verwachsen. Die vier oder fünf, roten über dunkel rosafarbenen bis hellroten Kronblätter sind kurz röhrig miteinander verwachsen. Die tief eingeschnittenen und nach hinten gebogenen Kronzipfel sind ungefähr 0,4 Zentimeter breit. Es sind vier oder acht zusammenstehende Staubblättern vorhanden, die die Krone meist nicht überragen. Die im oberen Teil behaarten Staubfäden sind gerade und flach. Die Antheren sind gehörnt (Tubules). Mehrere Fruchtblätter sind zu einem unterständigen Fruchtknoten mit einem langen Griffel verwachsen. Es sind viele Samenanlagen vorhanden.
Als Frucht werden saftige Beeren gebildet, welche bei einer Länge von 0,5 bis 0,8 Zentimeter von länglich-kugeligförmig über elliptisch oder zitronenartig bis birnenförmig sind. Die Früchte sind zur Reife dunkelrot gefärbt. Sie schmecken sauer, werden aber nach einem Frost süßer.

### Chromosomenzahl
Die Chromosomenzahl beträgt 2n = 24.

## Verbreitung und Vorkommen
Das natürliche Verbreitungsgebiet der Kleinfrüchtigen Moosbeere ist boreal-zirkumpolar. In Europa erstreckt es sich von Skandinavien und den britischen Inseln im Norden bis hin zu den Alpen und Karpaten im Süden. In Nordamerika erstreckt sich das Verbreitungsgebiet von den Rocky Mountains bis nach British Columbia und Alberta. Darüber hinaus gibt es Vorkommen in nördlichen Asien.
In Europa hat die Kleinfrüchtige Moosbeere in fast allen Ländern Vorkommen. Sie fehlt nur in Südeuropa (Portugal, Spanien, Balkanhalbinsel), in Irland, Belgien, den Niederlanden, in Dänemark, Ungarn, Moldau und in der Türkei.
Die Kleinfrüchtige Moosbeere wächst bevorzugt an etwas trockeneren Standorten auf Moorböden oder in Bruchwäldern. Sie kommt in Gesellschaften der Ordnung Sphagnetalia magellanici, in Nordosteuropa in denen des Verbands Oxycocco-Empetrion vor.
Die ökologischen Zeigerwerte nach Landolt et al. 2010 sind in der Schweiz: Feuchtezahl F = 4w (sehr feucht aber stark wechselnd), Lichtzahl L = 4 (hell), Reaktionszahl R = 1 (stark sauer), Temperaturzahl T = 2+ (unter-subalpin und ober-montan), Nährstoffzahl N = 1 (sehr nährstoffarm), Kontinentalitätszahl K = 2 (subozeanisch).

## Taxonomie
Die Kleinfrüchtige Moosbeere wurde 1845 von Franz Josef Ruprecht als Oxycoccus microcarpus in Historian Stirpium Floræ Petropolitanæ diatribæ, Band 4, S. 56 erstbeschrieben. Ruprecht übernahm den Namen von Nicolai Stepanowitsch Turczaninow. Die Art wurde 1871 von Johannes Theodor Schmalhausen in Trudy S.-Peterburgskago Obshchestva Estestvoispytatelei Band 2, S. 149 als Vaccinium microcarpum (Rupr.) Schmalh. in die Gattung Vaccinium gestellt. Ein Synonym ist Vaccinium oxycoccos subsp. microcarpon (Turcz.) A. Blytt.